# Linia kolejowa nr 606
Linia kolejowa nr 606 – aktualnie (2024) wyłączona z eksploatacji, drugorzędna, zelektryfikowana linia kolejowa łącząca stację Kraków Prokocim Towarowy (rejon PrB) ze stacją Kraków Bieżanów.